# Kommunalverkehr Rhein-Nahe
Die KRN Kommunalverkehr Rhein-Nahe GmbH ist ein Verkehrsunternehmen des öffentlichen Nahverkehrs. Sie wurde 2021 vom Landkreis Bad Kreuznach, Landkreis Mainz-Bingen und der Stadt Bad Kreuznach gegründet, um den regionalen Linienverkehr zum 17. Oktober 2022 zu übernehmen.
Das Verkehrsgebiet liegt in Rheinland-Pfalz und umfasst die Landkreise Bad Kreuznach und Mainz-Bingen, im ein- und ausbrechenden Verkehr auch die Landkreise Rhein-Hunsrück, Kusel, Donnersberg, Alzey-Worms und die Stadt Mainz.

## Hintergrund
Im Rahmen des ÖPNV-Konzept für das Gebiet des Zweckverbandes Rhein-Nahe-Nahverkehrsverbund wurde 2019 ein neues Liniennetz entworfen. Ziel war es durch ein neugestaltetes Netz mit Haupt- und Ergänzungslinien im Taktfahrplan ein deutliches verbessertes Angebot zu schaffen. Die Konzession der Altbetreiber Omnibusverkehr Rhein-Nahe, DB Regio Bus Mitte und Stadtbus Bad Kreuznach wären für die Buslinien im Landkreis Bad Kreuznach, Landkreis Mainz-Bingen und der Stadt Bad Kreuznach (ohne Stadtbus Ingelheim und Bingen) zwischen Ende 2021 und Frühjahr 2022 regulär ausgelaufen. Danach wäre eine europaweite Ausschreibung notwendig geworden, sofern kein Betreiber Antrag auf einen eigenwirtschaftlichen Betrieb gestellt hätte. Im Laufe des Jahres 2020 haben die Altbetreiber unabhängig voneinander Anträge auf Entbindung der eigenwirtschaftlichen Konzessionen gestellt, welche teilweise bewilligt wurden. Daher ist es bereits frühzeitig zu Notvergaben gekommen.
Ende 2020 haben die Landkreise Bad Kreuznach, Mainz-Bingen und die Stadt Bad Kreuznach beschlossen, eine kommunale Busgesellschaft zu gründen, um vor allem mehr Einfluss auf die Gestaltung des ÖPNV nehmen zu können. Die Notvergaben wurden später verlängert, um bis zum Start der Kommunalverkehr Rhein-Nahe GmbH den Busverkehr zu überbrücken.
Im September 2022 wurde bekannt, dass die prognostizierten Umsatzerlöse der Kommunalverkehr Rhein-Nahe deutlich zu hoch angesetzt waren und auch steigende Kosten (Treibstoff, Zinsen und Energie) zu verzeichnen sind. Die Landkreise Bad Kreuznach, Mainz-Bingen und die Stadt Bad Kreuznach müssen somit voraussichtlich ab dem Jahr 2023 jährlich Verlustanteile in Höhe von 38 Millionen Euro übernehmen - geplant waren lediglich 21 Millionen Euro.